# Telegdy László
Mezőtelegdi és pusztaújlaki Telegdy László (Mezőtelegd, 1886. június 15. – Kolozsvár, 1942. április 5.) erdélyi magyar mezőgazdasági szakíró, szerkesztő, magyar királyi tartalékos honvéd huszárszázados, gazdasági egyleti elnök, református egyházmegyei főgondnok.

## Életútja, munkássága
Nagyváradon a Premontrei Főgimnáziumban érettségizett, majd a magyaróvári Gazdasági Akadémián szerzett oklevelet. 1936-ig mezőtelegdi birtokán gazdálkodott, azt követően az EMGE munkatársa, központi felügyelője; tagja az Erdélyrészi Gazdasági Tanácsnak, a Magyar Nemzeti Kaszinónak, 1919-ben a Legfőbb Nemzeti Tanácsnak; a királyi diktatúra idején létrehozott Romániai Magyar Népközösség gazdasági szakosztályának helyettes vezetője, később az EMGE ügyvezető alelnöke.
Az Erdélyi Gazdasági Egyesület keretében a mezőgazdasági szakoktatással foglalkozott, 1937-ben beindítója volt annak a képzésnek, melynek oktatói Szász Pál EMGE-elnök, Szász Ferenc kerületi felügyelő, Seyfried Ferenc, Szeghő Dénes voltak.
Több írása jelent meg az EMGE 1938-as és 1939-es Naptárában és az Erdélyi Gazdában; ez utóbbinak főmunkatársa is volt.
1942. április 5-én délben hunyt el, örök nyugalomra helyezték 1942. április 7-én a házsongárdi temetőben a református egyház szertartása szerint.